# Codiaeum
Codiaeum (Rumph. ex A.Juss.) è un genere di piante appartenente alla famiglia delle Euforbiacee.

## Tassonomia
Il genere comprende le seguenti specie:
- Codiaeum affine Merr.
- Codiaeum bractiferum (Roxb.) Merr.
- Codiaeum ciliatum Merr.
- Codiaeum finisterrae Pax & K.Hoffm.
- Codiaeum hirsutum Merr.
- Codiaeum ludovicianum Airy Shaw
- Codiaeum luzonicum Merr.
- Codiaeum macgregorii Merr.
- Codiaeum megalanthum Merr.
- Codiaeum membranaceum S.Moore
- Codiaeum oligogynum McPherson
- Codiaeum palawanense Elmer
- Codiaeum stellingianum Warb.
- Codiaeum tenerifolium Airy Shaw
- Codiaeum trichocalyx Merr.
- Codiaeum variegatum (L.) Rumph. ex A.Juss.